# Jure Natek
Jure Natek (ur. 30 marca 1982 w Lublanie) – słoweński piłkarz ręczny, wielokrotny reprezentant kraju. Gra na pozycji prawoskrzydłowego lub prawego rozgrywającego. Od sezonu 2010/11 występuje w Bundeslidze, w drużynie SC Magdeburg.

## Kariera
- 1999-2003  Prule 67 Ljubljana
- 2003-2007  RK Celje
- 2007-2009  Chambéry Savoie HB
- 2009-2010  RK Celje
- 2010-  SC Magdeburg

## Sukcesy
- Mistrzostwo Słowenii:
  -  2002, 2004, 2005, 2006, 2007
  -  2000, 2001
  -  2010
- Puchar Słowenii:
  -  2000, 2001, 2004, 2006, 2007
- Liga Mistrzów:
  -  2004